# Spoorlijn Węgliniec - Roßlau
De spoorlijn Węgliniec - Roßlau (Elbe)  is een spoorlijn in Polen als spoorlijn 295 en in Duitsland als spoorlijn 6207 onder beheer van DB Netze.

## Geschiedenis
Het traject werd door de Berlin-Anhaltische Eisenbahn-Gesellschaft (BAE) in fases geopend.
- 18 augustus 1841: Dessau - Coswig (Anhalt)
- 28 augustus 1841: Coswig (Anhalt) - Lutherstadt Wittenberg
- 10 september 1841: Köthen - Berlijn
- 1 juni 1874: Kohlfurt (tegenwoordig Węgliniec) - Falkenberg (Elster). Dit was een traject van de Oberlausitzer Eisenbahn-Gesellschaft
- 15 oktober 1875: Lutherstadt Wittenberg - Falkenberg (Elster)

## Treindiensten

### Deutsche Bahn
De Deutsche Bahn verzorgt het personenvervoer op dit traject met RE- / RB-treinen.

## Aansluitingen
In de volgende plaatsen is of was er een aansluiting van de volgende spoorlijnen:

### Roßlau
Roßlau (Elbe)
- Biederitz - Dessau, spoorlijn tussen Biederitz en Dessau
- Wiesenburg - Roßlau, spoorlijn tussen Wiesenburg en Roßlau

### Lutherstadt Wittenberg
- Berlijn - Halle, spoorlijn tussen Berlijn en Halle
- Lutherstadt Wittenberg - Torgau spoorlijn tussen Lutherstadt Wittenberg en Torgau

### Annaburg
- Annaburg - Prettin, spoorlijn tussen Annaburg en Prettin

### Falkenberg (Elster)
- Jüterbog - Röderau, spoorlijn tussen Jüterbog en Röderau
- Falkenberg - Beeskow, spoorlijn tussen Falkenberg en Beeskow
- Halle - Cottbus, spoorlijn tussen Halle en Cottbus

### Ruhland
- Großenhain - Cottbus, spoorlijn tussen Großenhain en Cottbus

### Hosena
- Lübbenau - Kamenz, spoorlijn tussen Lübbenau en Kamenz

### Knappenrode
- Knappenrode - Sornoer Buden, spoorlijn tussen Knappenrode en Spornoer Buden

### Węgliniec
- Miłkowice - Jasień
- Węgliniec - Lubań
- Węgliniec - Zgorzelec
- Węgliniec - Czerwona Woda

## Elektrische tractie
Het traject werd geëlektrificeerd met een spanning van 15.000 volt 16,7 Hz wisselstroom in Duitsland en met een spanning van 3000 volt gelijkstroom in Polen.

## Afbeeldingen

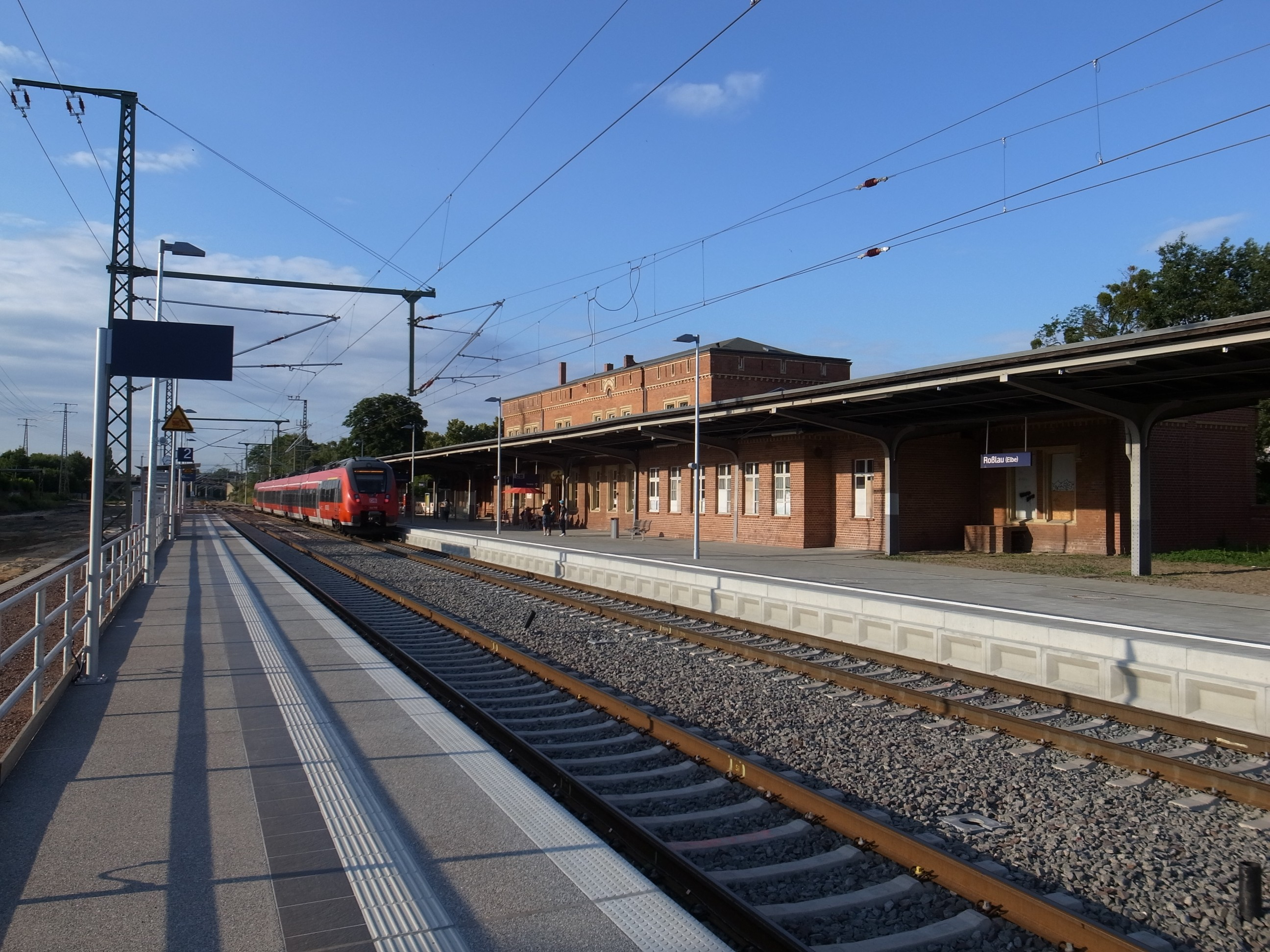
Station Roßlau
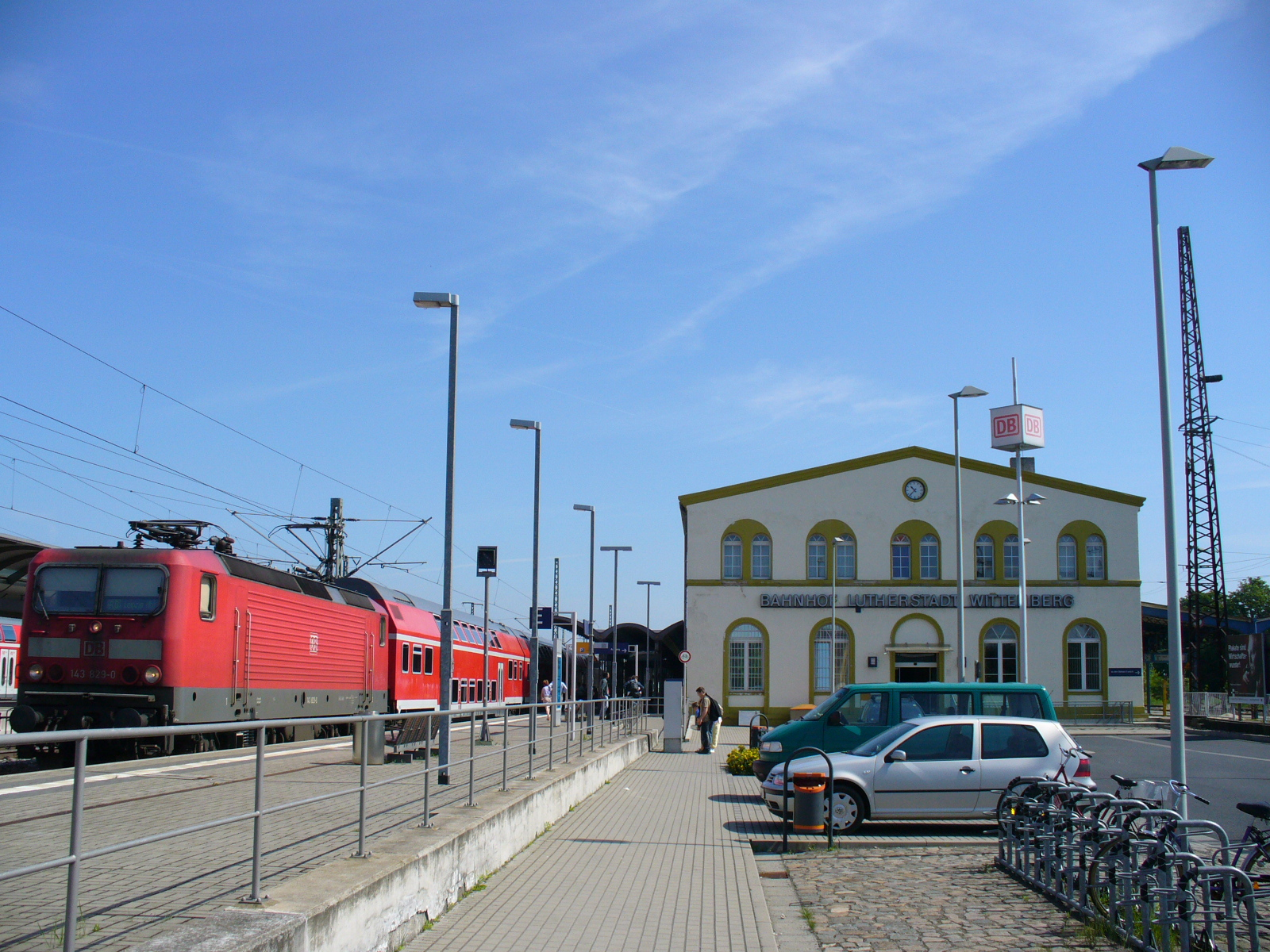
Station Lutherstadt Wittenberg
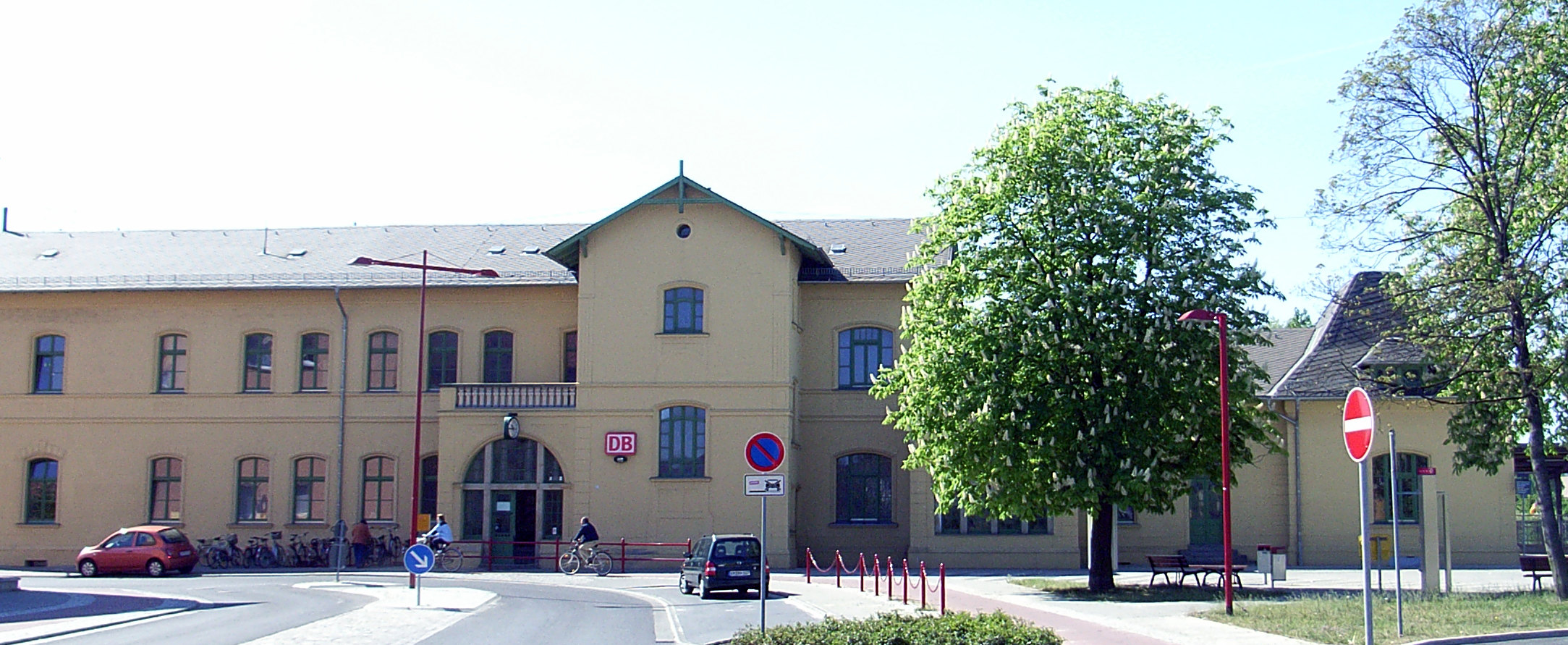
Station Hoyerswerda
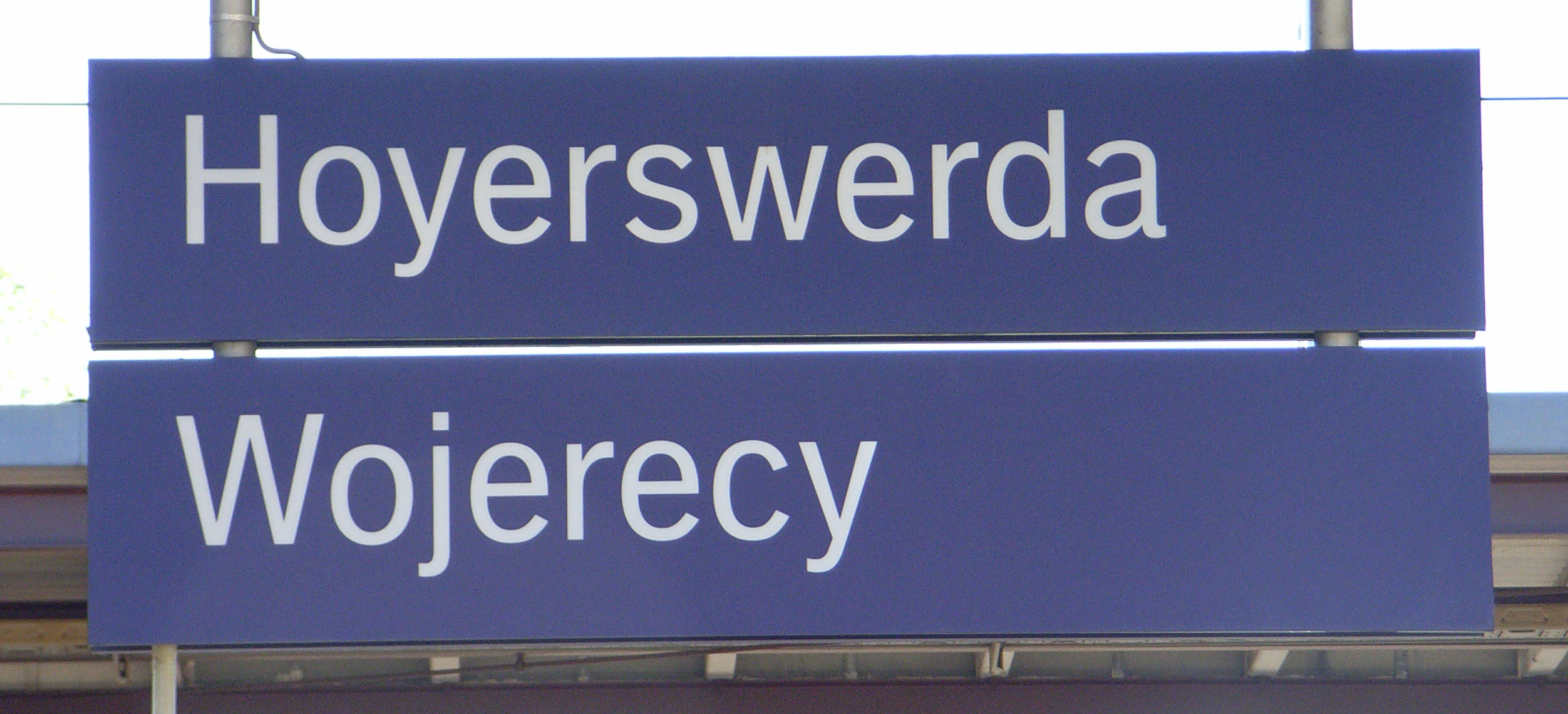
Plaatsaanduiding op station Hoyerswerda in het Duits en het Sorbisch
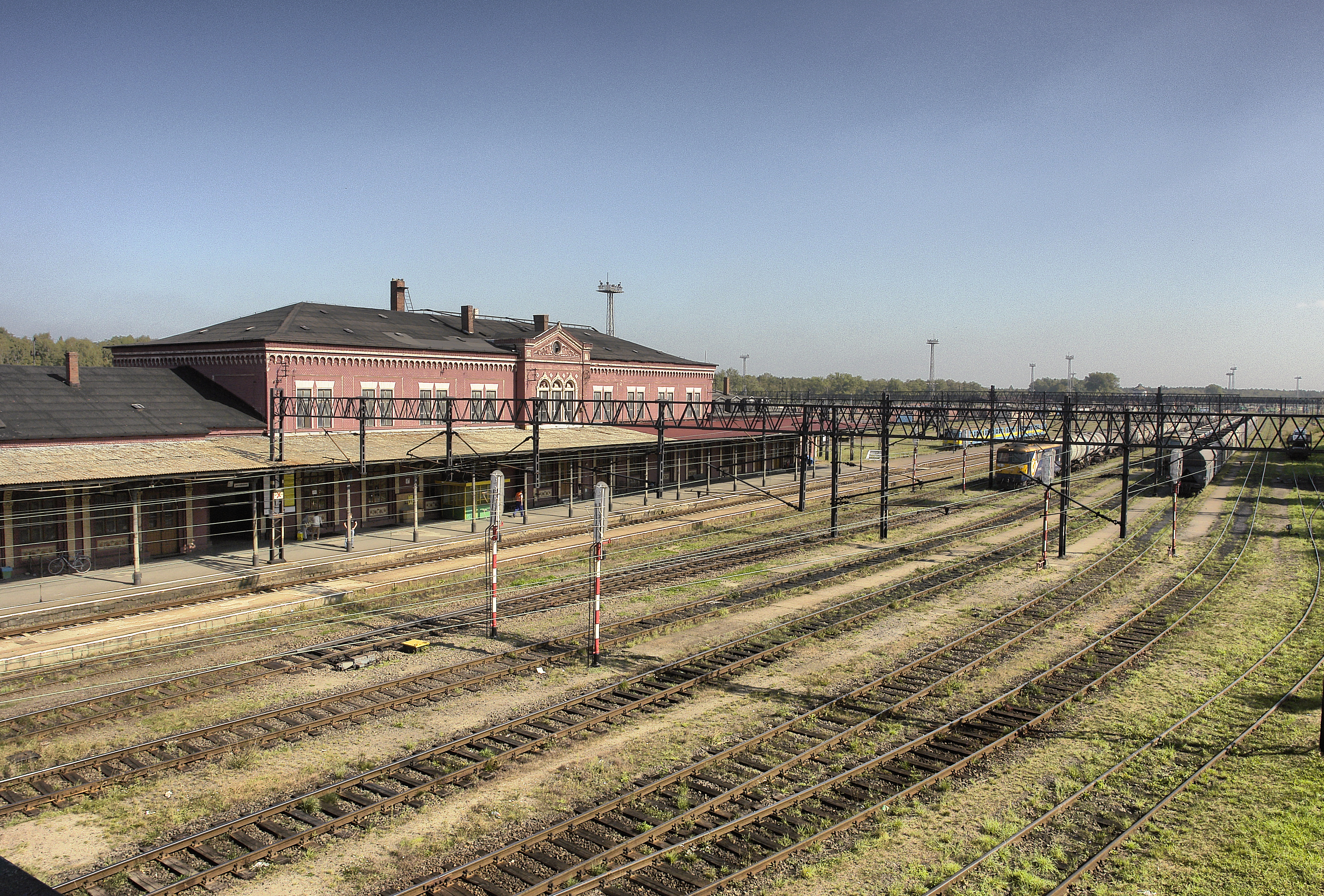
Station Węgliniec